# Разделительная линия (фильм)
«Разделительная линия» (англ.  The Dividing Line), изначально в США вышел под названием «Вне закона» (англ. The Lawless) — фильм нуар режиссёра Джозефа Лоузи, который вышел на экраны в 1950 году.
Фильм рассказывает о владельце газеты в небольшом калифорнийском городке Ларри Уайлдере (Макдональд Кэри), который при поддержке своей коллеги из испаноязычной городской газеты Санни Гарсия (Гэйл Расселл) встаёт на защиту парня мексиканского происхождения Пола Родригеса (Лало Риос), работающего сборщиком урожая на местной плантации. Во время драки на танцах Пол случайно бьёт по лицу полицейского, после чего сбегает, пугая при встрече белую дочь местного фермера. Белое население, подзуживаемое раздувающей сенсацию прессой, объявляет охоту на парня. Однако Ларри первым находит Пола и передаёт его властям в надежде, что суд над ним будет справедливым. После того, как толпа разъярённых местных жителей громит редакцию его газеты, Ларри собирается уехать, однако затем под влиянием Санни решает остаться, чтобы выпускать с ней совместную газету.
Фильм получил высокие оценки критики за постановку острой общественной темы, быстрый темп повествования и хорошую актёрскую игру, при этом было обращено внимание ряд маловероятных случайностей в развитии сюжета, а также на слабость романтической линии.

## Сюжет
В небольшом калифорнийском городке Санта-Марта двое молодых американских сельскохозяйственных рабочих мексиканского происхождения — Пол Родригес (Лало Риос) и Лопо Чавес (Морис Джара) — вместе на машине возвращаются с работы домой. По дороге Пол мечтает о собственной ферме, а Лопо озлоблен из-за бедности и предрассудков, с которыми столкнулся по возвращении домой после Второй мировой войны. Управляя автомобилем, Лопо отвлекается и случайно проскакивает дорожный сигнал «Стоп», в результате сталкиваясь с другим автомобилем, в котором едут двое белых парней. Недовольный водитель Гарри Поулинг (Джон Дэвис) и его друг Джо Фергюсон (Джонни Сэндс) отпускают пару расистских замечаний в адрес Лопо, после чего тот набрасывается на них с кулаками. Начинается драка, которую разнимает подъехавший вскоре сотрудник полиции. Оштрафовав Лопо за нарушение правил уличного движения, полицейский помогает переместить его вышедшую из строя машину на обочину дороги, после чего распускает всех по домам. По дороге Лопо заходит в редакцию местной испаноязычной еженедельной газеты «Ла Лус», где вместе с отцом-издателем работает молодая красавица Санни Гарсия (Гэйл Расселл). Убедившись, что Санни придёт сегодня на танцевальный вечер, Лопо продолжает свой путь. Тем временем Пол приходит в свою лачугу, рассказывая родителям об инциденте. Отец Хуан (Фелипе Турич) предупреждает Пола, чтобы он не связывался с «американцами», на что Пол отвечает, что он тоже американец. Джо также возвращается домой, где его отец Эд Фергюсон (Джон Хойт), богатый местный бизнесмен, выражает недовольство сыном, который растёт расистом. Вечером владелец и издатель местной газеты «Юнион» Ларри Уайлдер (Макдональд Кэри), который до недавнего времени работал в крупной общенациональной прессе и прославился своими громкими журналистскими расследованиями, знакомится с Санни в очереди на танцевальный вечер, организованный выходцами из Мексики. Ларри признаётся, что пришёл на мероприятие, так как предполагает, что здесь может произойти что-то скандальное, однако Санни уверяет его, что все конфликты между мексиканскими бандами уже давно улажены. Во время вечера в зале неожиданно появляются Джо, Гарри и их приятель Фрэнк О’Брайен (Тэб Хантер), и когда Джо начинает приставать к мексиканской девушке, Пол приходит ей на защиту. Джо бьёт Пола, давая начало драке, которая вскоре приобретает массовый характер и выплескивается на улицу. Ожидающая у клуба полиция начинает разнимать дерущихся. В суматохе Пол, не поняв, что к нему подошёл полицейский Эл Питерс (Дэн Макдональд), наносит ему удар по лицу. Поняв свою ошибку, Пол пытается бежать. Преследуемый несколькими копами, Пол садится за руль подвернувшегося по пути фургона с мороженым и отрывается от преследователей, однако понимает, что на фургоне ему далеко не уйти. Тем временем Джонас Крил (Херберт Андерсон), молодой репортёр из газеты Ларри, по телефону надиктовывает статью о драке в газету более крупного города Стоктон, для сенсационности раздувая масштабы случившегося. Добравшись до автозаправочной станции, Пол бросает фургон и угоняет первую попавшуюся легковую машину. Начинается полицейская погоня, и Пол, понимая, что ему не уйти, останавливается и сдаётся властям. В полицейской машине Питерс, который разъярён на Пола, начинает его бить, однако другой коп Босвелл (Роберт Уильямс), который управляет автомобилем, пытается успокоить своего напарника. Тем временем полиция задерживает и доставляет в участок около десяти участников драки, среди которых Джо является единственным белым. Адвокат рекомендует всем мексиканским парням признать себя виновными в драке и заплатить небольшой штраф, так как в противном случае им придётся намного больше заплатить адвокатам и предстать перед судом, который всё равно признает их виновными. Чтобы забрать сына, появляется Эд, который догадывается, что драку мог спровоцировать Джо. Испытывая сочувствие к бедным мексиканским парням, Эд платит за них штраф, после чего все выходят на свободу. Тем временем, Босвелл пытается остановить избиение Пола Питерсом на заденем сидении, из-за чего теряет контроль над дорогой. На повороте машина срывается в канаву, переворачивается и взрывается. Пол и Питерс успевают выбраться из салона, однако Босвелл погибает. Питерс обвиняет Пола в убийстве своего напарника, после чего Пол в страхе убегает. Тем временем из Стоктона к Ларри в редакцию приезжает его знакомая, опытная журналистка Джен Доусон (Ли Патрик), которая показывает ему статью в своей газете с сенсационным заголовком «Бунт упаковщиков фруктов». Тем временем Пол прячется от полиции в сарае местного белого фермера. Дочь фермера, старшеклассница Милдред Дженсен (Глория Уинтерс) слышит шум в сарае. Когда она подходит к нему ближе, из темноты неожиданно выскакивает Пол. От испуга девушка резко разворачивается, и, ударившись о торчащую из стены деревянную балку, падает и теряет сознание. Узнав об этом случае Джен срочно приезжает на ферму Дженсенов, где делает несколько фотографий Милдред с травмой на голове, после чего побуждает Милдред заявить полиции, что Пол на неё напал. После публикации материала о нападении на Милдред, в город приезжают телевизионщики, передавая репортаж, в котором Пола уже называют опасным гангстером в бегах. Ларри хочет поговорить с белыми парнями, участвовавшими в драке, однако их родители категорически запрещают ему делать это, за исключением Эда. Один из фермеров загоняет Пола на большой пустырь около карьера, где местные белые мужчины, собравшись в большую группу, начинают на парня охоту. Когда кольцо сужается, и фермеры начинают уже стрелять в сторону Пола, Ларри успевает первым подойти к нему, вывести из окружения и передать в руки полиции. Уставший от политики Ларри стремится сохранить мирный стиль жизни в городке и не хочет углубляться в суть конфликта. Однако Санни уговаривает его написать в своей газете статью в защиту Пола. Ларри, у которого начали складываться романтические отношения с Санни, публикует статью, в которой встаёт на сторону Пола, подчёркивая бездоказательность множества жутких обвинений в его адрес, и призывает начать сбор средств на судебную защиту парня. Появление статьи вызывает всплеск ярости среди части белых жителей городка. В частности, указание Ларри на то, что Милдред не могла знать того, что происходило, так как потеряла сознание, вызвала бурю эмоций у её отца, который, собрав толпу сочувствующих, двинулся, чтобы разобраться с Ларри в его редакции. Не застав его на месте, толпа остановила на улице машину, в которой ехал Лопо с двумя друзьями, и набросилась на них. Друзьям удалось сбежать, однако Лопо жестоко избили и бросили на дороге. После этого Дженсен повёл толпу линчевать Пола, который находился в городской тюрьме. Ларри успел подъехать к тюрьме первым, уговорив шерифа (Пол Харви) срочно вывезти Пола в другое место. Не успев перехватить Пола, Дженсен снова двинул толпу к редакции, где укрылись Лопо вместе с Санни. Лопо вышел к толпе, пытаясь её остановить, однако получил удар камнем по голове и потерял сознание. После этого толпа ворвалась в редакцию и разгромила её. Вскоре подъехала полиция вместе с Ларри, а скорая помощь увезла Лопо в больницу. Ларри нашёл лежащую на полу Санни, которая, к счастью, не получила травм. Возмущённый случившимся, Ларри решает немедленно уехать из городка. Эд вносит залог за Пола, и тот выходит на свободу. Когда Ларри везёт его домой на автомобиле, Пол говорит, что был уверен, что может доверять ему, так как увидел в нём своего брата, который погиб в боях в Нормандии. Тронутый верой в него Пола, Ларри приезжает в редакцию «Ла Лус», и вместо того, чтобы попрощаться, предлагает Санни начать выпускать совместную газету «Юнион» на её скромном оборудовании.

## В ролях
- Макдональд Кэри — Ларри Уайлдер
- Гэйл Расселл — Санни Гарсия
- Джонни Сэндс — Джо Фергюсон
- Ли Патрик — Джен Доусон
- Джон Хойт — Эд Фергюсон
- Лало Риос — Пол Родригес
- Морис Джара — Лопо Чавес
- Уолтер Рид — Джим Уилсон
- Херберт Андерсон — Джонас Крил
- Арджентина Брунетти — миссис Родригес
- Уильям Эдмандс — мистер Дженсен
- Глория Уинтерс — Милдред Дженсен
- Марта Хайер — Кэролин Тайлер
- Фрэнк Фентон — мистер Прентисс
- Пол Харви — шеф полиции Блейк
- Тэб Хантер — Фрэнк О’Брайен

## Создатели фильма и исполнители главных ролей
Это был второй полнометражный художественный фильм Джозефа Лоузи как режиссёра после сатирической комедии «Мальчик с зелёными волосами» (1948). Как пишет историк кино Артур Лайонс, «в начале 1950-х годов Лоузи оттачивал свои режиссёрские зубы на нуарах», среди них «М» (ремейк классического немецкого фильма Фритца Ланга), «Большая ночь» и «Вор» (все −1951). Он показал себя мастерским режиссёром, однако его карьера в Америке закончилась с наступлением Маккартизма, когда он был заклеймён как коммунист и внесён в чёрные списки. В итоге он был вынужден эмигрировать в Великобританию, где, к счастью, ему удалось с успехом продолжить карьеру.
По словам историка кино Дэвида Кэлата, Макдональд Кэри был «талантливым актёром, который украсил многие фильмы категории В, такие как этот, но его странным образом невыразительное лицо не позволило ему стать звездой категории А». Он сыграл, в частности, в таких памятных фильмах, как военная драма «Остров Уэйк» (1942), психологический триллер Хичкока «Тень сомнения» (1943), драма «Великий Гэтсби» (1949) и вестерн «Улицы Ларедо» (1949). Как отмечает историк кино Майкл Кини, «в дальнейшем Кэри играл главную роль в телесериале „Сажать в тюрьму“ (1959—1961), но более всего его помнят по многолетней роли (с 1965 вплоть до смерти в 1994 году) доктора Тома Хортона в мыльной опере „Дни нашей жизни“».
Гэйл Расселл подавала большие надежды благодаря игре в таких фильмах, как хоррор-мелодраме «Незваные» (1944), комедии «Дочери холостяка» (1946), вестерну «Ангел и негодяй» (1947) и фильмам нуар «Восход луны» (1948) и «У ночи тысяча глаз» (1948), однако вскоре после этого фильма из-за проблем с алкоголем личная жизнь и карьера Расселл пошла на спад, и в 1961 году она умерла в возрасте 36 лет.

## История создания фильма
Как написал историк кино Дэвил Кэлат, такие режиссёры, как Джозеф Лоузи, «относились к своей роли в кинематографе с серьёзной ответственностью, стремясь делать фильмы, которые взывали бы к совести и сознанию зрителей, облагораживали бы и возвышали их». Подобные фильмы социальной направленности 1930—1940-х годов могут показаться «смущающе серьёзными для пресыщенных зрителей сегодняшнего дня». В своём стремлении высказаться на общественно значимую тему «они, как правило, занимают мелодраматическое пространство недалеко от телевизионных программ на общественные темы для школьников, которые начали выходить в эфир с 1970-х годов». Вспоминая свои ранние фильмы, Лоузи говорил: «Я полагаю, я пытался вырваться из своей системы, из тех вещей, которые были в значительной степени частью меня самого в 1930-е и начале 1940-х годов… Это были, что называется, „картины с посланием“. Они делались мной и другими мужчинами и женщинами, которые думали, что мы знали ответы или думали, что мы можем найти ответы на злободневные вопросы. Встав на этот путь, я более всего был заинтересован в создании фильмов, которые провоцировали бы зрителя раскрыть сознание так, чтобы он был вынужден задуматься над ситуацией и своим отношением к ней, и пришёл бы к собственным выводам».
Свой первый фильм Джозеф Лоузи поставил на студии RKO Pictures, с которой у него был заключён долгосрочный контракт. Однако поскольку другой работы ему не предоставляли, Лоузи сидел без дела, пока его контракт не выкупил продюсер студии Metro-Goldwyn-Mayer Дор Шари, который также ориентировался на социально значимое кино. На новой студии Лоузи подружился со сценаристом и своим единомышленником Дэниелом Мэйнуорингом, вместе с которым они вскоре предложили свои услуги известной команде продюсеров фильмов категории В на студии Paramount Уильяму Пайну и Уильяму Томасу, которые были известны под прозвищем «Долларовые купюры».
По информации Американского института киноискусства, этот фильм обозначил отход от сложившегося направления деятельности у продюсерского дуэта Уильяма Х. Пайна и Уильяма С. Томаса, который был известен созданием малобюджетных экшнов для студии Paramount. В интервью журналу Time Пайн по этому поводу заявил, что он и Томас в течение многих лет хотели сделать серьёзную историю о журналисте, но никак не могли найти подходящий сценарий, пока не начали работать с автором Джеффри Хоумсом (псевдоним Дэниела Мейнуоринга). Пайн также отметил в интервью, что студия Paramount, которая не была известна производством фильмов на острую общественную тематику, сомневалась, стоит ли создавать картину на столь деликатную тему, а также столкнулась со сложностями при поиске мексиканского актёра на главную роль. В конечном счёте, они взяли Лало (Эдварда) Риоса, который в то время ещё не был профессиональным актёром. Помимо Риоса и Мориса Джары, в этом фильме дебютировал также Тэб Хантер.
Рабочими названиями фильма были «Большая разборка» (англ.  The Big Showdown), «Ярость» (англ.  Outrage ), "Разделительная линия (англ.  The Dividing Line) и «Голос Стивена Уайлдера» (англ.  Voice of Stephen Wilder).
Как отмечено в материалах Американского института киноискусства, после рассмотрения первого варианта сценария этой картины Администрация производственного кодекса рекомендовала убрать из текста любые намёки на предполагаемое изнасилование Милдред Дженсен. В частности, было предложено полностью удалить слово «изнасилование», строку: «почему они скрывают отчёт доктора о том, что он с ней сделал?», а также фразу «…и я подумал об этих руках, терзающих прелестное маленькое тело Милдред Дженсен». Хотя в остальном Администрация сочла сценарий соответствующим нормам Производственного кодекса, директор Администрации Джозеф И. Брин 5 октября 1949 года направил следующий комментарий студии Paramount: «Шокирующая манера, в которой грубые проявления несправедливости несколько раз обрушиваются на голову сбитого с толку, но невинного молодого американца мексиканского происхождения, и готовность столь многих людей в вашей истории принять участие и поддержать эти проявление несправедливости, является, как мы думаем, осуждающим изображением нашей американской социальной системы. То, как некоторые газеты изображены в этой истории, с их стремлением нечестно представить новости и таким образом возбудить своих читателей, также, как мы думаем, является частью модели, которая не является хорошей. Мы думаем, что общий эффект от истории такого рода, превращенной в кинофильм, был бы очень плохой услугой нашей стране, её институтам и идеалам… Весь этот проект кажется нам чреватым очень большой опасностью». Студия Paramount, очевидно, придерживалась сходного мнения в отношении фильма. Как было отмечено в ответе представителя Paramount Луиджи Лураски Администрации производственного кодекса, «к сожалению, сценарий, который вы получили, не отразил всех изменений, которые, как мы надеемся, внесёт (продюсерская фирма) Пайна-Томаса». В фильме нет очевидного утверждения, что Пол изнасиловал Милдред, говорится лишь, что он на неё «напал».
Как пишет Кэлат, в ходе дальнейшей работы над фильмом отношения Лоузи и Мэйуоринга с «долларовыми купюрами» вовсе не были гладкими. Томас был известен тем, что проводил совещания со своими сотрудниками, сидя на унитазе с открытой дверью. Продюсеры постоянно вмешивались в творческий процесс — вносили правки в историю, главным образом, чтобы нарастить сенсационное возбуждение в ущерб реализму, и размазали по всему фильму неадекватную его тональности романтическую музыку. Под давлением продюсеров, требовавших сделать фильм менее интеллектуальным и более коммерческим, Мэйнуоринг и Лоузи «были вынуждены показать безумное нарастание проблем Пола, в результате чего в сценарии стало накапливаться слишком много абсурдных и неудачных совпадений и стечений обстоятельств, делая историю всё менее правдоподобной». В конце концов, вспыльчивый Лоузи однажды не выдержал и с отвращением швырнул Томасу свой сценарий со словами: «Иди сам ставь свою собственную гребаную картину!». Как отмечает Кэлат, часто из-за такого поступка рушились карьеры. Но поскольку Лоузи сделал это в присутствии только Мэйуоринга, Томас сказал, что если они сохранят инцидент в тайне, то он позволит Лоузи закончить картину. Так они и поступили, но вскоре Лоузи ввязался в драку с менеджером по производству Доком Мерманом.
Фильм был снят в конце 1949 года за 18 дней на натуре в калифорнийских городках Мэрисвилл и Грасс-Валли за скромные 407 тысяч долларов. В своём первом фильме «Мальчик с зелёными волосами» Лоузи был вынужден воссоздавать атмосферу маленького городка в голливудских павильонах и открытых съёмочных площадках, что его очень разочаровывало. Преисполненный решимости исправить эту ошибку, он вывез оператора Ханта и актёров в настоящие калифорнийские деревушки для этого фильма. Для сцены бунта он попросил жителей Мэрисвилла собраться на городской площади и бросать камни, на всякий случай, не сказав им, о чём будет этот фильм. В своей статье в «Нью-Йорк таймс» от 5 марта 1950 года Мэйуоринг написал, что «конечно, никто никогда не говорил (местным жителям), о чём будет картина. Вероятно, поэтому они были столь дружелюбны». Как было отмечено в «Лос-Анджелес дейли ньюс» в мае 1950 года, «этот фильм… красноречиво, с большим чувством и пониманием указывает на проблему, которая возникла в Калифорнии в результате того, что мексиканцы и представители других национальностей пытаются приспособиться друг к другу. Это показывает, что вина лежит на обеих сторонах, но главным образом на стороне тех из нас, кто придерживается англосаксонских традиций». Как далее написал Мэйнуоринг, «хотя это правда, что дискриминация против парней с именами Гарсия и Чавес преобладает в Техасе, в приграничных городках Калифорнии и в Лос-Анджелесе, она существует повсюду, где есть мексиканская община. Именно это я и хотел сказать в этом фильме». Фильм начинается со следующего письменного предисловия: «Это история о городке и некоторых его жителях, которые во власти слепой ярости забывают о своих американских традициях терпимости и порядочности и становятся вне закона».
Как отмечает Кэлат, отношения Лоузи с актёрами также были не простыми. Это в меньшей степени касается Макдональда Кэри, который был профессионалом, и впоследствии будет работать и в других картинах Лоузи. Однако Гэйл Расселл, которая «была хорошенькой молодой инженю, взяли за её внешность и принудили играть против её желания. Она была в ужасе и не могла играть без успокаивающего напитка — это было именно то, что её менеджеры запретили Лоузи давать бедной девушке». Съёмка одной из её сцен с Кэри растянулась на несколько часов. Кэри «был настолько шокирован, что едва мог сосредоточиться на собственной игре, и Лоузи понял, что вся постановка находится на грани полного краха. Он предложил трясущейся актрисе выпить — и такой ценой спас сцену. После этого, как и опасались её менеджеры, Гэйл впала в зависимость, и Лоузи изо всех сил старался удержать её, Кэри и необученного Риоса вместе как некое подобие профессионального коллектива».
Как далее отмечает Кэлат, «хотя всё звучит так, как будто это была хлипкая постановка, по конечному результату этого не скажешь. Можно было бы сказать, что этот фильм предлагает высокое качество и вкус по низкой цене». Ещё до начала съёмок Лоузи плотно поработал с художником-постановщиком, составив подробную визуализацию картины. Они вместе изучали работы фотографов социального реализма того времени, таких как Пол Стрэнд и Уокер Эванс, а также материалы журнала Life о толпах линчевателей и расовых бунтах. На основе этой исследовательской работы они создали раскадровки, что было совершенно нетипично для картин такого уровня, но что очень облегчило работу со время съёмок. Оператор Рой Хант подобрал комплект лёгких камер, настраивая их во время работы с головокружительной скоростью. Во время съёмок он в буквальном смысле бегал с камерой в руках за Лало Риосом по просторам Грасс-Вэлли. Лоузи, который пришёл в кино с радио, работал над звуковой дорожкой, подчёркивая и подавляя звуковые эффекты скорее для драматического, чем для реалистического эффекта. Хотя неудачная музыка Малона Меррика портит общее воздействие, «попытка Лоузи создать собственную кинематографическую текстуру обогащает фильм, который легко мог бы показаться чересчур похожим на театральную постановку».
Увидев картину в завершённом виде, один из боссов Paramount И. Фрэнк Фриман посчитал её «тревожно розовой» и перенёс по-тихому её выпуск на лето 1950 года. За два месяца до американской премьеры она была показана в Великобритании под названием «Разделительная линия». Британские критики были в восторге, благодаря чему в скором времени Лоузи, который попадёт в голливудский чёрный список, получит работу в Великобританию. Американская премьера фильма состоялась в июне 1950 года в Сан-Антонио, Техас, благодаря содействию общественной организации The Lulacs, выступавшей за гармоничное расовое развитие американского общества. Согласно информации в Daily Variety, Пайн и Томас удостоились награды от Урбанистической лиги Лос-Анджелеса «за выдающееся достижение в развитии большего расового понимания с помощью производства этого фильма». Как отмечает Кэлат, «Мэйнуоринг и Лоузи думали, что они критиковали расизм, но они также предвосхищали кошмар голливудских чёрных списков. Вскоре после этой картины Лоузи был вынужден бежать в Британию в то время, как многие из его друзей оказались в тюрьме».

## Оценка фильма критикой
После выхода фильма на экраны кинообозреватель «Нью-Йорк таймс» Босли Краузер написал: «Давайте воздадим хвалу „долларовым купюрам“ Paramount — Уильяму Пайну и Уильяму Томасу — которые наконец сделали кое-что важное. В рамках неизбежных ограничений малобюджетного экшна, который является тем типом продукта, который эти скромные джентльмены производят, они сделали увлекательную картину на хорошую, серьёзную социальную тему — о жестокости сообщества, распалённого предрассудками». И хотя, по словам критика, это и не драма уровня «Ярости» (1936) или «Осквернителя праха» (1949) — всё равно, «это потрясающий рассказ о насилии толпы в городке в Северной Калифорнии». Как пишет далее Краузер, «верные своей формуле экшна, „Купюры“, не тратя времени, начинают развитие истории по простой и прямой линии». История не углубляется в психологические нюансы, что является одной из слабых сторон картины, так же, как и «банальный роман, который развивается во всей этой суматохе. Некоторое замедление Лоузи допускает, когда оставляет пару наедине друг с другом». В остальном же «действие развивается быстро на фоне чётко показанного фона реального калифорнийского городка, что придаёт поразительную аутентичность происходящему». В целом же получилась «честная маленькая картина, которой каждый, кто над ней работал, может быть доволен и смиренно ею гордиться». Журнал Variety также позитивно оценил картину, написав, что «тема расовой терпимости получает проработку в этом фильме, однако продюсеры не переводят проблему в плоскость мыльной оперы, а используют её как основу для создания жёсткой драмы с экшном и быстрым ходом повествования». Лоузи стремительно рассказывает эту компактную историю, при этом «игра всех актёров первоклассная, а в некоторых случаях — выдающаяся».
По словам Кэлата, фильм сделан как «явно дидактическая пьеса на моральную тему, которая в драматической форме представляет острую социальную проблему конца 1940-х годов». При этом картина созвучна социальным проблемам (и проблемным фильмам) нашего времени. «С небольшими изменениями этот фильм можно было бы выпустить как новый и сегодня, и он смотрелся бы как современный и адекватный. Более того, полностью не осознавая это, его создатели произвели фильм, который прозорливо предвидел те самые проблемы, которые будут преследовать их лично в последующие годы». Хотя, возможно, «некоторые подробности фильма сегодня могут показаться архаичными», однако в сегодняшних условиях, «когда некоторые реакционные силы считают себя вправе использовать преступное насилие в абсурдной кампании против предполагаемых жестоких преступников, иммигрирующих из Мексики, этот фильм мало в чём потерял свою актуальность и силу. Он остается удивительно зрелым фильмом для своей эпохи, сделанным с кинематографическим талантом мастерами, чьи убеждения стоили им работы». Современный историк кино Спенсер Селби назвал картину «беспокойным, жестоким и нелицеприятным взглядом на жизнь небольшого городка в Южной Калифорнии», где «расовое напряжение взрывается, когда мексиканский юноша бьёт полицейского, что приводит к зловещим слухам о совершении им изнасилования и убийства». Историк кино Хэл Эриксон написал, что «режиссёр Лоузи, продюсеры Уильям Пайн и Уильям Томас, а также сценарист Джеффри Хоумс (псевдоним Дэниела Мэйнуоринга) заслуживают похвалы за честную и серьёзную постановку острого вопроса», хотя в итоге «фильм заканчивается в стандартной голливудско-либеральной манере, когда на помощь приходит белый человек». Киновед Деннис Шварц описал картину как «реалистичную либеральную мелодраму категории В о дискриминации мексикано-американских сельскохозяйственных рабочих в Калифорнии, которую со страстью поставил Джозеф Лоузи». По словам критика, «эта драма на социальную тематику хорошо сыграна, движется в быстром темпе и исполнена добрых намерений. Этот фильм является хорошим примером голливудского кино, исследующего реальные проблемы, такие как расовая нетерпимость и насилие на расовой почве. Его самые увлекательные моменты — это насилие толпы и охота на человека». Как заключает Шварц, этот «фильм поспособствовал тому, что Лоузи попал в чёрный список как коммунист за то, что вскрыл предрассудки в американском обществе».

## Оценка актёрской игры
Актёрская игра в основном получила высокую оценку критики. В частности, Краузер написал, что «новый парень по имени Лало Риос в своих немногих сценах добивается самой трогательной демонстрации испуга и страдания,… Макдональд Кэри убедителен в роли редактора, а Гэйл Расселл немного вяла в роли его девушки. Джон Сэндс играет юного мерзавца с крутым видом, а Джон Хойт умно играет его порядочного отца». По словам Variety, «Кэри легко справляется со своей ролью редактора, который встаёт на защиту правосудия, первоначально постаравшись остаться в стороне. Гэйл Рассел делает прекрасную работу, а Лало Риос силён в роли фруктового рабочего». Майкл Кино обращает внимание также на игру Джона Хойта, который «вопреки своему типажу сыграл бизнесмена-идеалиста, пытающегося повлиять на своего расистски настроенного сына (Сэндс)», а также на игру «Марты Хайер в небольшой роли подружки репортёра».